# 1976年夏季奧林匹克運動會中華民國代表團
加拿大政府禁止中華民國代表團使用其國旗國號入境參賽，經多次折衷協商，仍未能順利進入加拿大，中華民國代表團在美國召開記者會譴責加拿大政府政治干涉體育，因而宣布退出1976年夏季奧林匹克運動會。
在中華人民共和國的壓力下，1979年改組為中華台北代表團。

## 代表團名單
大會貴賓：徐亨、徐亨夫人
奧會主席：沈家銘
副主席：張彼德、胡新南、董彭年
領隊：丁善理
副領隊：毛民初
聯絡員：謝文慶
總幹事：湯銘新
總管理：吳慕風
會計：譚同俊
總務：施教松
秘書：袁愈光
總教練：楊傳廣
女總管理：紀政
駐加聯絡員：謝哲蔚
幹事：陸炳文

田徑隊
- 教練：吳阿民、吳錦雲

- 選手：戴世然、陳進龍、譚廣嘉、陳明智、沈裕盛、楊國華、王榮華、李秋霞、林月霞、黃秋錦、洪春來、邱玫翠、林美華、水心蓓。

游泳隊
- 教練：林承謀、許東雄

- 選手：李讚柏、王廣春、趙泉忠、許玉雲、白艾梅、李玉環。

自由車隊
- 教練：惠懷慶

- 選手：郭錦基、楊英琪、施德洋、施光隆、陳韋廷。

柔道隊
- 教練：吳定標

- 選手：鄭富雄、張守忠、許文彬、蔡德文。

射擊隊
- 教練：劉長泗

- 選手：吳道源、顧炳棋、杜台興、蔡白生。

射箭隊
- 選手：薛美霞、翁吳金淑。

拳擊隊
- 選手：張國清、周正志。

馬術隊
- 選手：張清濂、林增雄。

帆船隊
- 管理：林富偉

- 氣象員：林文素

- 選手：薛國航、林耀文、林樞文

現代五項
- 選手：張基明